# Oakesdale
Oakesdale – miasto w Stanach Zjednoczonych, w stanie Waszyngton, w hrabstwie Whitman.